# Cantó d'Authon-du-Perche
El cantó d'Authon-du-Perche és un cantó francès del departament d'Eure i Loir, situat al districte de Nogent-le-Rotrou. Té 15 municipis i el cap és Authon-du-Perche.

## Municipis
- Les Autels-Villevillon
- Authon-du-Perche
- La Bazoche-Gouet
- Beaumont-les-Autels
- Béthonvilliers
- Chapelle-Guillaume
- Chapelle-Royale
- Charbonnières
- Coudray-au-Perche
- Les Étilleux
- Luigny
- Miermaigne
- Moulhard
- Saint-Bomer
- Soizé

## Història
| Data d'elecció                           | Identitat             | Partit               | Qualitat |
| ---------------------------------------- | --------------------- | -------------------- | -------- |
| 1945-1958                                | Charles Sédillot      | radical              |          |
| 1958-1964                                | Baró Antoine de Layre | Divers droite        |          |
| 1964-1988                                | Marcel Alcover        | radical, després MRG |          |
| 1988-2008                                | Guy Vella             | RPR, després UMP     |          |
| 2008-2010                                | Yani Pichard          | Divers droite        |          |
| 2010-                                    | Françoise Hamelin     | Sense etiqueta       |          |
| les dades anteriors no són pas conegudes |                       |                      |          |
|                                          |                       |                      |          |

## Demografia
| A partir de 1990: Població sense dobles comptes |